# 锘
鍩，是一種人工合成的化學元素，其化學符號为No，原子序數为102，是第十個超鈾元素及倒數第二個錒系元素，為一種具極高放射性的金屬元素，其壽命最長的同位素鍩-259的半衰期僅58分鐘，而化學上最常使用的是可被較大規模製造的鍩-255（半衰期3.52分鐘）。如同所有原子序超過100的重元素（即超鐨元素，transfermium element），鍩無法通過中子捕獲生成，只能在粒子加速器中，由粒子撞擊較輕之元素生成。由於鍩無法大量生產且其所有同位素的半衰期都很短，目前在基礎科學研究之外沒有任何用途。
化學實驗確認了鍩在元素週期表中表現為鐿的較重同类物。鍩的化學性質並沒有被完全了解；大部分已知的化學性質是在水溶液中表現出的。有別於其他重錒系元素，氧化數為+2的鍩在水溶液中遠較+3態穩定，且氧化數為+3的鍩不容易被保存，和鍩被發現之前科學家預測的結果相符。鍩也是所有鑭系及錒系元素中，唯一一個以+2價為最常見、最穩定氧化態的元素。
鍩是以炸藥發明者及科學貢獻者瑞典人阿佛烈·諾貝爾命名。在西元1950年至1960年代間，許多來自瑞典、前蘇聯及美國的實驗室都宣稱發現了鍩。瑞典的科學家不久後撤回了他們的宣稱，而發現的順序以及元素的命名在前蘇聯以及美國的科學家之間起了爭論。直到1997年，國際純化學和應用化學聯合會(IUPAC)將元素的發現歸功於前蘇聯，但因鍩的名稱已被長期使用而保留了瑞典的命名。

## 概论

### 超重元素的合成
超重元素的原子核是在两个不同大小的原子核的聚变中产生的。粗略地说，两个原子核的质量之差越大，两者就越有可能发生反应。由较重原子核组成的物质会作為靶子，被较轻原子核的粒子束轰击。两个原子核只能在距离足够近的时候，才能聚变成一个原子核。原子核都带正电荷，会因为静电排斥力而相互排斥，所以只有两个原子核的距离足够短时，强核力才能克服这个排斥力并发生聚变。粒子束因此被粒子加速器大大加速，以使这种排斥力与粒子束的速度相比变得微不足道。施加到粒子束上以加速它们的能量可以使它们的速度达到光速的十分之一。但是，如果施加太多能量，粒子束可能会分崩离析。
不过，只是靠得足够近不足以使两个原子核聚变：当两个原子核逼近彼此时，它们通常会融為一體约10−20秒，之後再分開（分開後的原子核不需要和先前相撞的原子核相同），而非形成单一的原子核。这是因为在尝试形成单个原子核的过程中，静电排斥力会撕开正在形成的原子核。每一对目标和粒子束的特征在于其截面，即两个原子核彼此接近时发生聚变的概率。这种聚变是量子效应的结果，其中原子核可通过量子穿隧效應克服静电排斥力。如果两个原子核可以在该阶段之后保持靠近，则多个核相互作用会导致能量的重新分配和平衡。
两个原子核聚变产生的原子核处于非常不稳定，被称为复合原子核的激发态。复合原子核为了达到更稳定的状态，可能会直接裂变，或是放出一些中子来带走激发能量。如果激发能量太小，无法放出中子，复合原子核就会放出γ射线来带走激发能量。这个过程会在原子核碰撞后的10−16秒发生，并创造出更稳定的原子核。原子核只有在10−14秒内不衰变，IUPAC/IUPAP联合工作小组才会认为它是化学元素。这个值大约是原子核得到它的外层电子，显示其化学性质所需的时间。

### 衰变和探测
粒子束穿过目标后，会到达下一个腔室——分离室。如果反应产生了新的原子核，它就会存在于这个粒子束中。在分离室中，新的原子核会从其它核素（原本的粒子束和其它反应产物）中分离，到达半导体探测器后停止。这时标记撞击探测器的确切位置、能量和到达时间。这个转移需要10−6秒的时间，因此原子核需要存在这么长的时间才能被检测到。若衰变發生，衰變的原子核被再次记录，并测量位置、衰变能量和衰变时间。
原子核的稳定性源自于强核力，但强核力的作用距离很短，随着原子核越来越大，强核力对最外层的核子（质子和中子）的影响减弱。同时，原子核会被质子之间，范围不受限制的静电排斥力撕裂。强核力提供的核结合能以线性增长，而静电排斥力则以原子序数的平方增长。后者增长更快，对重元素和超重元素而言变得越来越重要。超重元素理论预测及实际观测到的主要衰变方式，即α衰变和自发裂变都是这种排斥引起的。几乎所有会α衰变的核素都有超过210个核子，而主要通过自发裂变衰变的最轻核素有238个核子。有限位势垒在这两种衰变方式中抑制了原子核衰变，但原子核可以隧穿这个势垒，发生衰变。
放射性衰变中常产生α粒子是因为α粒子中的核子平均质量足够小，足以使α粒子有多余能量离开原子核。自发裂变则是由静电排斥力将原子核撕裂而致，会产生各种不同的产物。随着原子序数增加，自发裂变迅速变得重要：自发裂变的部分半衰期从92号元素铀到102号元素锘下降了23个数量级，从90号元素钍到100号元素镄下降了30个数量级。早期的液滴模型因此表明有约280个核子的原子核的裂变势垒会消失，因此自发裂变会立即发生。之后的核壳层模型表明有大约300个核子的原子核将形成一个稳定岛，其中的原子核不易发生自发裂变，而是会发生半衰期更长的α衰变。随后的研究发现预测存在的稳定岛可能比原先预期的更远，还发现长寿命锕系元素和稳定岛之间的原子核发生变形，获得额外的稳定性。对较轻的超重核素以及那些更接近稳定岛的核素的实验发现它们比先前预期的更难发生自发裂变，表明核壳层效应变得重要。
α衰变由发射出去的α粒子记录，在原子核衰变之前就能确定衰变产物。如果α衰变或连续的α衰变产生了已知的原子核，则可以很容易地确定反应的原始产物。因为连续的α衰变都会在同一个地方发生，所以通过确定衰变发生的位置，可以确定衰变彼此相关。已知的原子核可以通过它经历的衰变的特定特征来识别，例如衰变能量（或更具体地说，发射粒子的动能）。然而，自发裂变会产生各种分裂产物，因此无法从其分裂产物确定原始核素。

## 歷史

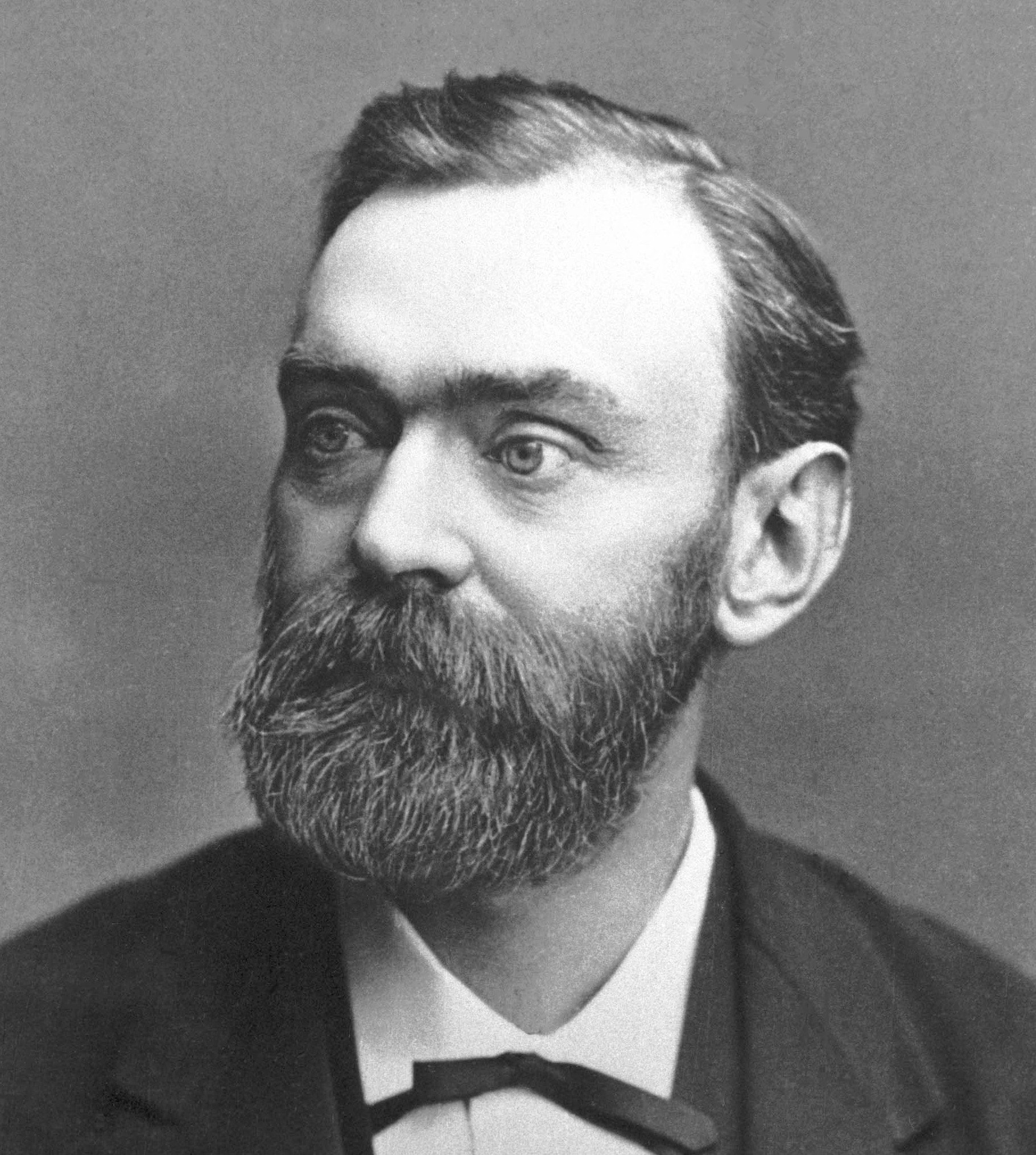
此元素的名稱來自於阿佛烈·諾貝爾

102號元素的發現是一個複雜的過程，而來自瑞典、美國與蘇聯的團體皆聲稱最早發現它。而關於102號元素的第一篇完整淺且精確的檢驗報告則在1966年來自杜布納聯合原子核研究所 ( Joint Institute of Nuclear Research at Dubna)。
1957年瑞典諾貝爾研究所的物理學家第一次宣布了102號元素的發現。研究小組報告說，他們每隔半小時用碳-13撞擊一個鋦-96原子，並持續了二十五小時。標靶在兩次撞擊間進行離子交換反應。50次的撞擊中有12次包含了會發光並有發出8.5±0.1百萬電子伏特的α粒子的樣品。觀測到的半衰期為10分鐘，並且被認為是鍩-251或是鍩-253的。不過α粒子也可能來自於一個由102號元素電子補捉而產生、短壽命的鍆同位素。該團隊提出鍩(No)作為102號元素的名稱，並立即由IUPAC批准。杜布納團隊於1968年表示此舉是倉促的。隔年，勞倫斯柏克萊國家實驗室的科學家重複實驗但無法找到任何不能以背景效應解釋的8.5 MeV偵測結果。
1959年，瑞典團隊試圖解釋柏克萊團隊在1958年為何無法發現102號元素，並堅持認為他們(瑞典團隊)確實發現了它。不過，後來的實驗顯示：任何比鍩-259（瑞典實驗中不可能產生比它重的同位素）輕的同位素，半衰期皆小於三分鐘，而瑞典團隊的結果很可能來自釷-225，釷-225具有8分鐘的半衰期，並會迅速經歷三重α衰變產生衰變能為8.53612MeV的釙-213。由於釷-225在所用反應中很容易產生，並且不會被其所用的化學方法分離出來，因此這個假設很有利。後來關於鍩的研究也表明，二價狀態比三價狀態更穩定，因此發射α粒子的樣品不能含有鍩，因為二價的鍩元素不會被其他三價錒系元素分離。因此，瑞典團隊後來撤回了他們的聲稱，並將成果與背景效應聯繫起來。
由艾伯特·吉奧索、格倫·西奧多·西博格、John R. Walton和Torbjørn Sikkeland組成的伯克利團隊於1958年宣稱合成102元素。該團隊使用新的重離子直線加速器（HILAC）並用碳-13和碳-12撞擊鋦原子（95％鋦-244和5％鋦-246）。他們無法確認瑞典聲稱的8.5 MeV偵測結果，而鐨-250應來自鍩-254（來自鋦-246），其半衰期約為3秒。1963年後期杜布納的實驗證實在這個反應中可以產生254 102，但實際上它的半衰期為50±10秒。1967年，柏克萊隊試圖捍衛自己的結果，指出發現的同位素確實是鐨-250，但半衰期測量結果發現實際上同位素是鋦-244，鍩-252的次產物，從更豐富的鉲-244產生。他們並將能量差異歸因於“分辨率和漂移問題”，儘管這些問題以前沒有被報告過，也應該會影響其他結果。1977年的實驗也表明，252 102確實具有2.3秒的半衰期。然而，1973年的工作也表明，鐨-250（半衰期1.8 s）也可能在反應中以所用能量形成。由此可知，很可能在該實驗中沒有實際產生鍩。
1959年，該團隊繼續他們的研究並聲稱他們能夠產生一種同位素，該同位素主要通過發射8.3 MeV的α粒子而衰變，半衰期為3秒，伴隨著30％的自發裂變分支。此結果在當實被認為由鍩-254產生，不過後來改為鍩-253。但是，他們也指出，由於條件困難，不能確定是否有製造出鍩。而伯克利團隊決定採用瑞典團隊提出的“nobelium”作為元素的名稱，作為對他們的尊重。
244
96Cm
 + 12
6C
 → 256
102No
*
 → 252
102No
 + 4 1
0
n

同時，在杜布納，合成102號元素的實驗在於1958年以及1960年進行。1958年進行的第一次實驗用氧-16撞擊鈽-239和鈽-241，觀察到一些能量稍微超過8.5 MeV的α衰變，並且它們被認為是251,252,253 102造成的結果，儘管該團隊也說該同位素不能排除是由鉛或鉍雜質所產生的（不會產生鍩）。雖然後來於1958年進行的實驗指出，新的同位素可以由汞、鉛、鉍、鉈產生，不過科學家們仍然堅持認為，102號元素可以從這種反應中產生，提到半衰期不到30秒，衰變能量為（8.8±0.5）MeV。後來1960年的實驗證明這些是背景效應，1967年的實驗也將衰變能量降低到（8.6±0.4）MeV，但兩個值都太高而不能對應到鍩-253或鍩-254的(8.5±0.1) MeV。杜布納團隊後來在1970年和1987年再次說明這些結果是沒有定論的。
伯克利團隊於1961年宣稱在鉲、硼與碳離子的反應中發現了103號元素。他們宣稱製造出了同位素鍩-257，同時也聲稱合成了102號元素的α衰變同位素，而該同位素擁有15秒的半衰期以及8.2 MeV的α衰變能量。它們認為此粒子為鍩-255，而沒有給出理由。這些數值並不符合現在已知鍩-255的數值，但符合鍩-257，而雖然這個同位素也許有出現在這個實驗中，但當時並沒有明確的確認它的產生。
杜布納於1964年的實驗中，將鈾-238靶與氖離子的反應合成出102號元素，並檢測元素102同位素的α衰變子體。生成物沿著銀製捕捉箔運送並以化學方式純化，而檢測到鐨-250以及鐨-252。由於鐨-252的產生，其母體鍩-256也被認為有被合成出來。而鐨-252也可在這個反應中，由同時發射具有多餘中子的α粒子的反應中直接被製造出來，因此科學家採取了步驟，確保鐨-252不能直接進入銀製捕捉箔中。那時檢測到鍩-256的半衰期為8秒，遠小於更近代、1967年所測的(3.2 ± 0.2)秒。進一步的實驗於1966年進行，利用鋂-243(氮-15,4n)鍩-254與鈾-238(氖-22,6n)鍩-254的反應，測得鍩-254的半衰期為(50±10)秒。在當時，這個數值與更早的柏克利數據之間的差異並沒有被了解，然而後來的實驗證明了在杜布納實驗中，異構體250mFm的生成機率小於柏克利實驗。事後，杜布納的實驗結果應是正確的，而可視為發現元素102的結論性實驗。
杜布納另一個非常具有信服力的實驗於1966年發表，同樣利用了兩個反應，結論為：鍩-254的半衰期確實遠超過柏克利實驗的3秒。柏克利於1967年以及橡樹嶺國家實驗室於1971年進行的晚期實驗完整的確認了102號元素的存在，也確認了早期的觀測。柏克利團隊於1966年12月重複了杜布納的實驗，完整確認了這些實驗，並且利用這些數據分配了他們之前就已經合成、但當時無法識別的同位素，並聲稱於1958年至1961年間發現了鍩。
238
92U
 + 22
10Ne
 → 260
102No
*
 → 254
102No
 + 6 1
0
n

1969年，杜布納團隊進行化學實驗，確認了鍩表現為鐿的較重同類物。俄羅斯的科學家將此元素命名為joliotium(符號為Jo)，以紀念過世不久的科學家伊雷娜·約里奧·居禮(Irène Joliot-Curie)。這造成了持續幾十年的元素命名爭議，而不同的團隊各自使用自己命的名稱。
於1992年，IUPAC以及國際純粹與應用物理學聯合會(IUPAP)的超鐨工作小組(Transfermium Working Group,TWG)重新審查了有關發現該元素的聲稱，並總結了只有杜布納於1966進行的實驗正確的檢測並指出衰變後原子序為102的原子核。因此，杜布納團隊正式的被視為鍩的發現者，儘管鍩可能於1959年就被柏克利的團隊偵測到。柏克利於次年批評了這項決定，並指出重新審理101~103號元素「無用而浪費時間」。另一方面，杜布納認同了IUPAC的決定。
1994年，IUPAC批准了一個嘗試解決元素命名爭議的方案，公佈了102號至109號元素的英文名稱。其中102號元素被命名為Nobelium（符號No），因為這個名稱在三十年間已被廣泛使用，而也應以這個方式紀念阿佛烈·諾貝爾。由於1994年的命名大多不尊重發現者，引來了強烈的抗議，IUPAC於是在事後設置了一段評論期。而在1995年，IUPAC在一個新的計畫中將元素102命名為flerovium(符號Fl)，以紀念前蘇聯核物理學家格奧爾基·佛雷洛夫(Гео́ргий Флёров)以及和他名稱相同的佛雷洛夫原子反應實驗室。這個計畫未被接受，現在flerovium成了第114號元素的英文名稱。
鑒於國際上对104至107號元素名均存在較大分歧，1997年8月27日IUPAC正式對101至109號元素重新英文定名，其中恢復了102號元素「Nobelium」的名稱，全國科學技術名詞化學名詞審定委員會據此於1998年7月8日重新审定、公佈101至109號元素的中文命名，其中101號至103號元素仍使用原有的中文定名「鍆」（音同「門」）、「鍩」（音同「諾」）、「鐒」（音同「勞」）。

## 性質

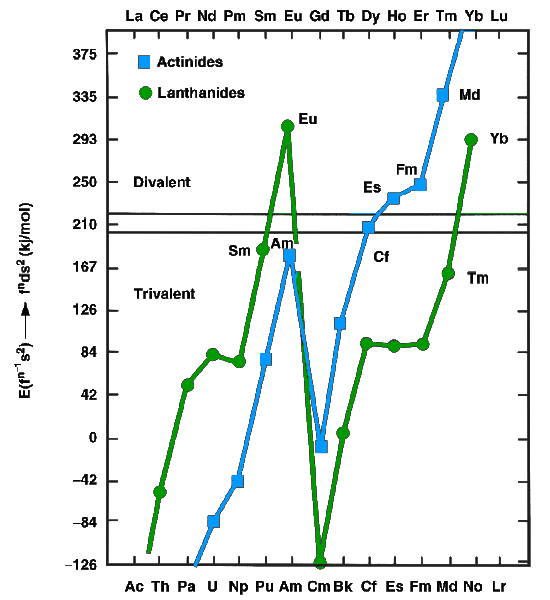
圖為鑭系和錒系元素要將一f軌域電子躍遷到d軌域所需的能量。在210Kj/mol左右為一界線，高於此界線的元素多會形成二價金屬，鍩仍有待商確。

### 物理性質
鍩於週期表當中的左右方分別為錒系的鍆與鐒，而上方為鑭系的鐿。目前還沒有辦法大量製備鍩金屬。然而，科學家已對關於鍩的性質做出許多預測以及一些初步的實驗結果。
鑭系元素與錒系元素於金屬態下，可以二價（如銪及鐿）或三價（如其他大多數鑭系元素）存在。前者的排列方式為fn+1s2，而後者為fnd1s2。在1975年，約翰森(Johansson)以及羅森格倫 (Rosengren)檢測了鑭系以及錒系金屬元素（皆為二價和三價金屬）的凝聚力 (結晶熱)的測量及預測值。結論為：由[Rn]5f147s2 組態到[Rn]5f136d17s2組態所增加的結合能不足以補償將一個電子由5f升至6d，而這也適用於排序較後段的錒系元素；因此鑀、鐨、鍆以及鍩皆被預測為二價金屬，然而鍩尚未被確認為如此。二價態在錒系還沒有結束前逐漸增加的普遍性，與隨著原子序增加而上升的5f電子相對穩定程度有關：這造成的效應之一為鍩主要化合價是二價而不是三價，這和其它鑭系與錒系元素不同。在1986年，鍩金屬的昇華熱被估計為126千焦耳/摩爾，這個數值與鑀、鐨和鍆的數值相近，而這支持了鍩會形成二價金屬的理論。如同其它後段的錒系元素（三價的鐒除外），金屬鍩應呈現為面心立方體結構。二價金屬鍩的原子半徑應大約為197皮米。鍩的熔點預測為827°C，與相鄰的鍆之預測數值相同。它的密度預計為9.9±0.4g/cm2。

### 化學性質
科學家對鍩化學性質的瞭解只有其在水溶液中的特性。鍩於水溶液中的氧化數可為+3或+2，其中後者較穩定。在鍩被發現之前，科學家們預測鍩在溶液中會如同其他大部分錒系金屬一樣以+3價為較穩定的氧化態。但在1949年時，西博格預測+2價應為鍩的另一穩定態，理由為No2+的電子組態為[Rn]5f14，而其5f14殼層十分穩定。這項預測在十九年後才被證實。
比較鍩和鋱、鉲、鐨的化學性質的實驗於1967年進行。實驗中將這四種元素和氯反應並將產物留下，結果發現鍩的氯化物會強力的吸附在固體表面上，這顯示了它的揮發性不高，如同實驗中另外三種元素的氯化物。然而，NoCl2以及NoCl3皆被預測為不易揮發的化合物，因此此實驗無法得知鍩較常見的氧化態為何。鍩在+2價下的穩定度要到了隔年的實驗才被確認，在該實驗中，使用了離子交換層析法和共沉澱法對約五千個255No原子進行實驗。結果發現，鍩的行為與二價的鹼土金屬較為相似，而與其他錒系元素表現不同。這證明了在水溶液中，當沒有強氧化劑時，二價態為鍩最穩定的狀態。後來於1974年的實驗中顯示鍩與鈣離子至鍶離子間的鹼土金屬溶析。鍩是內過渡元素中唯一一個在水溶液中，+2價為最常見、最穩定氧化態的元素，而這是因為錒系末段5f與6d軌域間較大的能量差。
E°(No3++→No2+) 的標準還原電位在1967年被估計介於+1.4 到 +1.5 V之間，後來在2009年的實驗發現只有+0.75 V。此大於0的值顯示No2+較No3+穩定且No3+為一好的氧化劑。E°(No2+→No0) 和E°(No3+→No0) 被廣泛接受的還原電位值分別為−2.61和−1.26 V。E°(No4+→No3+)則被估計為+6.5 V。No3+ 和 No2+ 生成的吉布斯自由能估計為−342以及−480 千焦/莫耳。

### 原子性質
鍩原子有102顆電子，其中有3顆為價電子。 它們的排列方式預測為[Rn]5f147s2(基態能項符號為1S0)，不過到2006年為止，此組態並沒有被實驗確認。在形成化合物時，三個價電子可以全部失去，留下一個[Rn]5f13的內層，這符合了其他錒系元素在3+態時的[Rn]5fn組態。然而，其更有可能只失去兩顆價電子，留下穩定、擁有全填滿5f14層的[Rn]5f14內層。鍩的第一游離能在1974年時根據7s電子會比5f電子先解離的推測，測為(6.65 ± 0.07) 電子伏特，而由於鍩的高度放射性和稀少性，此數值並沒有再度被驗證。1978年時初步估計配位數為6和8的No3+離子半徑分別約為90和102皮米；由實驗得知No2+離子半徑為100皮米(到兩位有效數字)。計算得出No2+的水合熱為1486kJ/mol。

### 同位素
鍩的已知同位素共有14個，質量數分別為248-260和262，另有三個同核異構體質量數則分別為251、253、254。所有鍩同位素都具有極高的放射性，半衰期很短，非常不穩定。其中壽命最長的同位素和同核異構體分別為259No（58分鐘）和251mNo（1.7秒）。半衰期為3.1分鐘的255No因為可透過鉲和碳反應製得而較常用於化學實驗。除了259No和255No，其餘半衰期超過一秒的鍩同位素有253No、254No、257No、256No和252No。半衰期最短的同位素則為248No，半衰期短于2微秒。

## 製備與純化
鍩的同位素大多以轟擊錒系元素標靶（鈾、鈽、鋦、鉲或鑀）產生，唯鍩-262僅能作為鐒-262的衰變產物生成。實驗中最常使用的鍩-255可利用碳-12轟擊鋦-248或鉲-249產出（通常使用後者）。以每秒3兆個73百萬電子伏特的碳-12離子照射350μg cm−2 的鉲-249標靶於十分鐘內可產出大約1200個鍩-255原子。
一旦成功做出了鍩-255，便可使用類似於用於分離鄰近錒系元素的方式將其分離出來。鍩-255的反沖的動量會使它們遠離標靶，並將它們帶到標靶後面的金屬箔（通常為鈹、鋁、鉑或金），這時通常會同時使用氣體（通常是氦氣）來固定鍩-255，並將它們以氣流從反應室的小開口中帶離。使用長毛細管，並在氦氣中加入氯化鉀，鍩原子可以被輸送幾十公尺遠。收集在金屬箔上的鍩可以用稀空氣酸除去而不至於使金屬箔完全溶解，然後可以利用其趨向二價態的性質（與其他三價為主的重錒系元素不同）來分離它們：在通常被使用的分離條件下（HDEHP作為固定有機相，0.05M鹽酸作為流動相，或使用3M鹽酸作為陽離子交換的洗脫液樹脂柱），鍩將通過色譜柱並分離，而其他三價錒系元素將留在色譜柱上。然而，如果使用金箔，因為以色譜層析柱分離出鍩前須使用陰離子交換色譜法分離出金，所以該過程將會變得複雜。

## 外部連結
- 元素锘在洛斯阿拉莫斯国家实验室的介紹（英文）
- —— 锘（英文）
- 元素锘在The Periodic Table of Videos（諾丁漢大學）的介紹（英文）
- 元素锘在Peter van der Krogt elements site的介紹（英文）
- WebElements.com – 锘（英文）